# Hanns Kerrl
Hanns Kerrl (Fallersleben, 11 december 1887 – Berlijn, 12 december 1941) was Rijksminister van Kerkelijke aangelegenheden tijdens het naziregime.
Kerrl kreeg in de Eerste Wereldoorlog als luitenant het IJzeren Kruis 1e en 2e klasse. Na de oorlog werd Kerrl ambtenaar bij Justitie. Hij sloot zich in 1923 bij de NSDAP aan. Van 1928 tot 1933 had hij zitting in de Pruisische Landdag en in november 1933 werd hij lid van de Rijksdag namens Zuid-Hannover-Braunschweig. Hij was ook in 1933 kortstondig minister van Justitie in het Pruisische kabinet en kondigde tijdens zijn ministerschap een beroepsverbod voor Joodse notarissen en openbare aanklagers af. In 1934 werd hij Rijksminister zonder portefeuille. Kerrl werd SA-Obergruppenführer en sympathiseerde met Duitse christenen die het nationaalsocialisme aanhingen.
Op 16 juli 1935 werd hij minister van Kerkelijke aangelegenheden. Hij steunde de organisatie Deutsche Christen die het positieve christendom propageerde binnen de protestantse kerken. Zijn hoofdtaak werd de gelijkschakeling binnen de kerkelijke invloedssfeer; hij kreeg hierbij veel weerstand van talrijke evangelische voorgangers en universiteitstheologen. Bovendien bemoeiden Himmler en Bormann met hun openlijke haat tegen de kerk zich steeds meer met de verantwoordelijkheden van Kerrl.
Hanns Kerrl, die een zwak hart had, overleed eind 1941 op 54-jarige leeftijd.

## Lidmaatschapsnummer
- NSDAP-nr.: 8 631 (lid geworden 1923)

## Onderscheidingen
- IJzeren Kruis 1914, 1e Klasse en 2e Klasse
- Gewondeninsigne 1918 in zwart
- Kruis voor Militaire Verdienste (Brunswijk)
- Erekruis voor Frontstrijders in de Wereldoorlog
- SA-Ehrenstreifen
- Gouden Ereteken van de NSDAP

Friedrich Leopold von Kircheisen · Heinrich von Danckelmann · Heinrich Gottlob von Mühler · Alexander von Uhden · Friedrich Wilhelm Ludwig von Bornemann · Karl Anton Maerker · Gustav Wilhelm Kisker · Wilhelm von Rintelen · Ludwig Simons · August von Bernuth · Leopold van Lippe · Adolf Leonhardt · Heinrich von Friedberg · Hermann von Schelling · Karl Heinrich Schönstedt · Maximilian von Beseler · Peter Spahn · Peter Spahn · Kurt Rosenfeld · Wolfgang Heine · Hugo am Zehnhoff · Hermann Schmidt · Hanns Kerrl · Franz Gürtner
Ministers van Justitie voor Herziening van de Wetgeving: Karl Albert von Kamptz · Friedrich Carl von Savigny
Adolf Hitler · Franz von Papen · Konstantin von Neurath · Joachim von Ribbentrop · Wilhelm Frick · Heinrich Himmler · Lutz Schwerin von Krosigk · Alfred Hugenberg · Kurt Schmitt · Hjalmar Schacht · Hermann Göring · Walther Funk · Franz Seldte · Franz Gürtner · Franz Schlegelberger · Otto Georg Thierack · Werner von Blomberg · Wilhelm Keitel · Freiherr von Eltz-Rübenach · Julius Heinrich Dorpmüller · Wilhelm Ohnesorge · Walther Darré · Herbert Backe · Joseph Goebbels · Bernhard Rust · Fritz Todt · Albert Speer · Alfred Rosenberg · Hanns Kerrl · Hermann Muhs · Otto Meißner · Hans Heinrich Lammers · Martin Bormann · Karl Hermann Frank · Rudolf Hess · Ernst Röhm · Paul Giesler
- Bibliothèque nationale de France: cb10827589m (data)
- Gemeinsame Normdatei: 122898397
- International Standard Name Identifier: 0000 0001 0984 6633
- Library of Congress Control Number: nr2003037430
- Nationale Bibliotheek van Tsjechië: mzk2004246414
- Nationale Bibliotheek van Israël: 987012748363305171
- Nationale Bibliotheek van Polen: a0000003168211
- Nederlandse Thesaurus van Auteursnamen: 072293993
- Système universitaire de documentation: 147627087
- Virtual International Authority File: 69822030
- WorldCat: E39PBJdx6pMGVJDXc9FV3xbyBP